# پنیر لیقوان

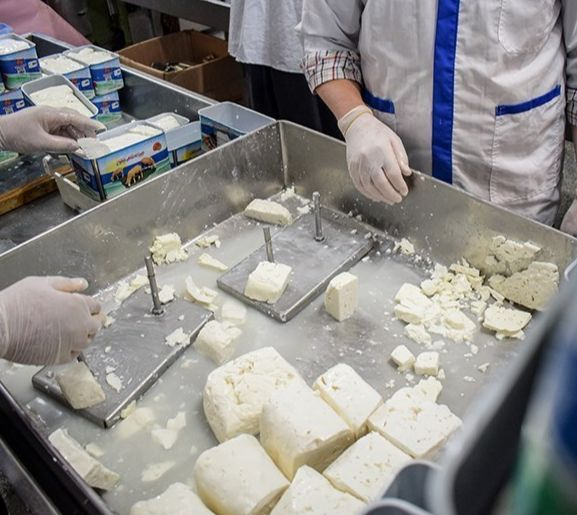
پنیر لیقوان

پنیر لیقوان از مشهورترین پنیر‌های سنتی ایران است و در سراسر جهان به همین نام شناخته می‌شود. این پنیر شبه‌نرم بین سه تا دوازده ماه در آب‌نمک نگه داشته می‌شود تا فرآوری شود.این پنیر ثبت ملی شده است.
این پنیرها در روستای لیقوان واقع در دامنه شمالی سهند از توابع شهر تبریز تهیه می‌شود. تخمین زده می‌شود بیش از ۲۰۰ تولید کنندهٔ پنیر و ۶۵۰۰۰ گوسفند که اغلب از نوع قیزیل هستند در این روستا و روستاهای مجاور وجود داشته باشند. هوای پاک و گونه‌های گیاهی بی همتای منطقه علاوه بر نحوه بهداشتی شیردوشی استفاده شده در این روستا و تحویل شیر تازه به تولیدکنندگان پنیر منجر به تولید شیر و پنیر باکیفیت می‌شود. این نوع پنیر ترد بوده، طعمی شور و ترش دارد و دارای سوراخ‌های به‌خصوصی در اندازه نخود است و از شیر تازه گوسفند تهیه می‌شود.
برای شناخت پنیر لیقوان اصل، باید به چند ویژگی کلیدی توجه کنید. اولاً، رنگ آن سفید مایل به کرم است و نباید زرد یا بیش از حد سفید باشد. بافت پنیر نیمه‌سفت و اندکی شکننده است، اما به راحتی خرد نمی‌شود. طعم آن شور و کمی تند است که از روش نمک‌سود کردن پنیر ناشی می‌شود. همچنین، در پنیر لیقوان اصل حفره‌های کوچک و یکنواختی دیده می‌شود که نشان‌دهنده تخمیر طبیعی آن است. بسته‌بندی و محل تولید نیز باید حتماً به روستای لیقوان یا مناطق مشابه آذربایجان شرقی اشاره داشته باشد.

## انواع پنیر لیقوان

### پنیر لیقوان اعلا (پنیر سوپر لیقوان)
پنیر لیقوان اعلا پنیری حاصل شده از شیر خالص گوسفندی تولید شده در چراگاه‌های خودرو و گیاهان وحشی کوهستان سهند لیقوان است، آب مورد استفاده جهت تولید این پنیر از چشمه‌های سرشار و معدنی لیقوان و بدون کمترین آهک و نمک‌ها و رسوب‌ها است.
شیر تازه دوشیده شده از دام در کمتر از یک ساعت تحویل واحدهای تولیدی می‌شود و روند تبدیل و تولید پنیر لیقوان استارت می‌خورد.
این نوع پنیر طعمی بسیار ترد و خوشمزه دارد، هنگام برش دادن خرد نمی‌شود و دارای حباب‌های انگشت شمار به‌خصوصی در اندازه‌های عدس در داخل پنیر است.

### پنیر لیقوان معمولی
پنیر لیقوان معمولی نوع خاصی از پنیر لیقوان هست که از شیر گوسفندی مناطق و روستاهای حومه تبریز و سایر شهرهای آذربایجان تهیه می‌شود.
این نوع شیر گاهی جهت برخورداری از آب معدنی و شرایط آب و هوایی دره لیقوان جهت تبدیل به پنیر، به لیقوان منتقل می‌شود. هرچند کیفیت شیر نسبتاً خوب است ولی به دلیل وجود فاصله مکانی چند ساعته مابین دام و کارگاه، مدت زمانی طول می‌کشد تا شیر به واحد تولیدی برسد و فرایند تبدیل شیر به پنیر لیقوان آغاز گردد.
همین اختلاف زمان و کیفیت شیر، سبب افت کیفیت محصول نهایی می‌شود و پنیر تولید شده را از پنیر سوپر لیقوان متمایز می‌کند.

### پنیر تبریزی
این نوع از پنیر که گاهی از شیر گاو یا شیر مخلوط گاو و گوسفند تولید می‌شود دارای رنگ متمایل به زرد، کیفیت پایین، نرم و سفت بودن نامتعادل و دارای حباب‌های بسیار ریز و اسفنجی شکل است.

## عوامل تأثیر گذار بر کیفیت پنیر لیقوان
از جمله عوامل اثرگذار بر کیفیت پنیر لیقوان می‌توان به شرایط آب و هوایی محل تولید شیر، شرایط آب و هوایی محل فرآوری و تبدیل شیر گوسفندی به پنیر لیقوان، کیفیت ابزار و تجهیزات نصب شده واحد تولیدی و از همه مهم‌تر بافت گیاهی چراگاه‌های دام‌های تولیدکننده شیر را می‌توان نام برد.
وجود نوعی گیاهان معطر و کمیاب در دامنه سهند و دره لیقوان، باعث تولید پنیر لیقوان با طعمی منحصر به فرد شده است.

#### مشخصات پنیر لیقوان اصل
1. ظاهر پنیر لیقوان: پنیر لیقوان اصل دارای رنگ سفید است و سطح آن معمولاً دارای سوراخ‌های ریز و منظم است. این سوراخ‌ها به دلیل فرایند طبیعی تخمیر ایجاد می‌شوند و نشان‌دهنده کیفیت بالای پنیر هستند. اگر پنیری که خریداری کرده‌اید دارای رنگ یکنواخت سفید نباشد یا سوراخ‌های آن غیرطبیعی و بزرگ باشند، ممکن است تقلبی باشد. همچنین، ظاهر پنیر نباید خیلی براق یا خیلی مات باشد؛ بلکه باید دارای درخشندگی ملایم و طبیعی باشد.[۸]
2. بررسی محل تولید : پنیر اصل لیقوان فقط در روستای لیقوان در آذربایجان شرقی تولید می‌شود. اگر پنیری به صورت صنعتی یا در مکانی غیر از لیقوان تولید شده باشد، نمی‌تواند اصالت و طعم واقعی پنیر لیقوان را داشته باشد. بررسی بسته‌بندی و محل تولید می‌تواند اولین گام در تشخیص اصالت پنیر باشد.
3. زمان تولید پنیر لیقوان : پنیر لیقوان به‌طور کامل از شیر گوسفند یا بز تهیه می‌شود. ازآنجاکه این شیر فقط در ماه‌های خاصی از سال وجود دارد (اواخر زمستان تا اوایل تابستان) پنیرهای اصیل لیقوان نیز در این بازه زمانی تولید می‌شوند و در زاغه‌های طبیعی در دل کوه انبار می‌شوند تا پنیر آماده مصرف شود.
4. نرمی و بافت پنیر لیقوان : پنیر سنتی لیقوان با شیر کامل و چربی دار تهیه می‌شود و به همین دلیل بافتی نرم و لطیف دارد. پنیرهای تقلبی معمولاً به دلیل استفاده از دستگاه‌های صنعتی یا افزودنی‌ها، بافتی سخت و خردشونده دارند که نشانه‌ای از عدم اصالت آنهاست.
5. بوی پنیر لیقوان : پنیر لیقوان اصل بویی طبیعی و خوشایند دارد که ناشی از شیر گوسفند و فرایند تولید طبیعی آن است. پنیرهای تقلبی ممکن است بوی ناخوشایند یا مصنوعی داشته باشند. با بو کردن پنیر می‌توانید تا حدی از کیفیت و اصالت آن مطمئن شوید.
6. طعم پنیر لیقوان : مزه و طعم پنیر لیقوان اصل یکی از ویژگی‌های بارز و مهم آن است. پنیر لیقوان اصل طعم ملایم و خوشایندی دارد و مزه آن به هیچ وجه تلخ یا بیش از حد شور نیست. طعم پنیر باید طبیعی و تازه باشد و نباید هیچ‌گونه طعم غیرطبیعی یا مزه ناخوشایند داشته باشد. در صورت تجربه طعم غیرطبیعی یا مزه ناخوشایند، بهتر است از مصرف پنیر خودداری کنید زیرا ممکن است اصل نباشد. همچنین، پنیر لیقوان باید دارای طعم خاص و منحصر به فردی باشد که به راحتی قابل تشخیص است.
7. این پنیر دارای مقادیر بالا کلسیم، پروتئین، ویتامین‌های گروهB، و ویتامین A به ویژه K2می‌باشد که فواید زیادی برای بدن انسان دارند. همچنین مصرف ۵۰ گرم از پنیر لیقوان تمامی نیاز بدن انسان به کلسیم را رفع خواهد کرد